# Al Harker
Albert Harker (Philadelphia, 1910. április 11. – Camp Hill, 2006. április 6.) egykori amerikai labdarúgó.